# 13498 Al Chwarizmi
13498 Al Chwarizmi eller 1986 PX är en asteroid i huvudbältet som upptäcktes den 6 augusti 1986 av den belgiske astronomen Eric W. Elst och den bulgariska astronomen Violeta G. Ivanova vid Rozhen-observatoriet. Den är uppkallad efter matematikern och astronomen Muhammad ibn Musa al-Khwarizmi.
Asteroiden har en diameter på ungefär 3 kilometer.